# 湖南广播电视台
湖南广播电视台，与湖南广播影视集团有限公司（英語：Hunan Broadcasting System）实行“一个党委、两个机构、一体化运行”，是一家位于中华人民共和国湖南省的传媒事业单位，由原湖南广播电视台和潇湘电影集团有限公司、湖南广电网络控股集团有限公司于2018年7月28日整合而成。

## 历史

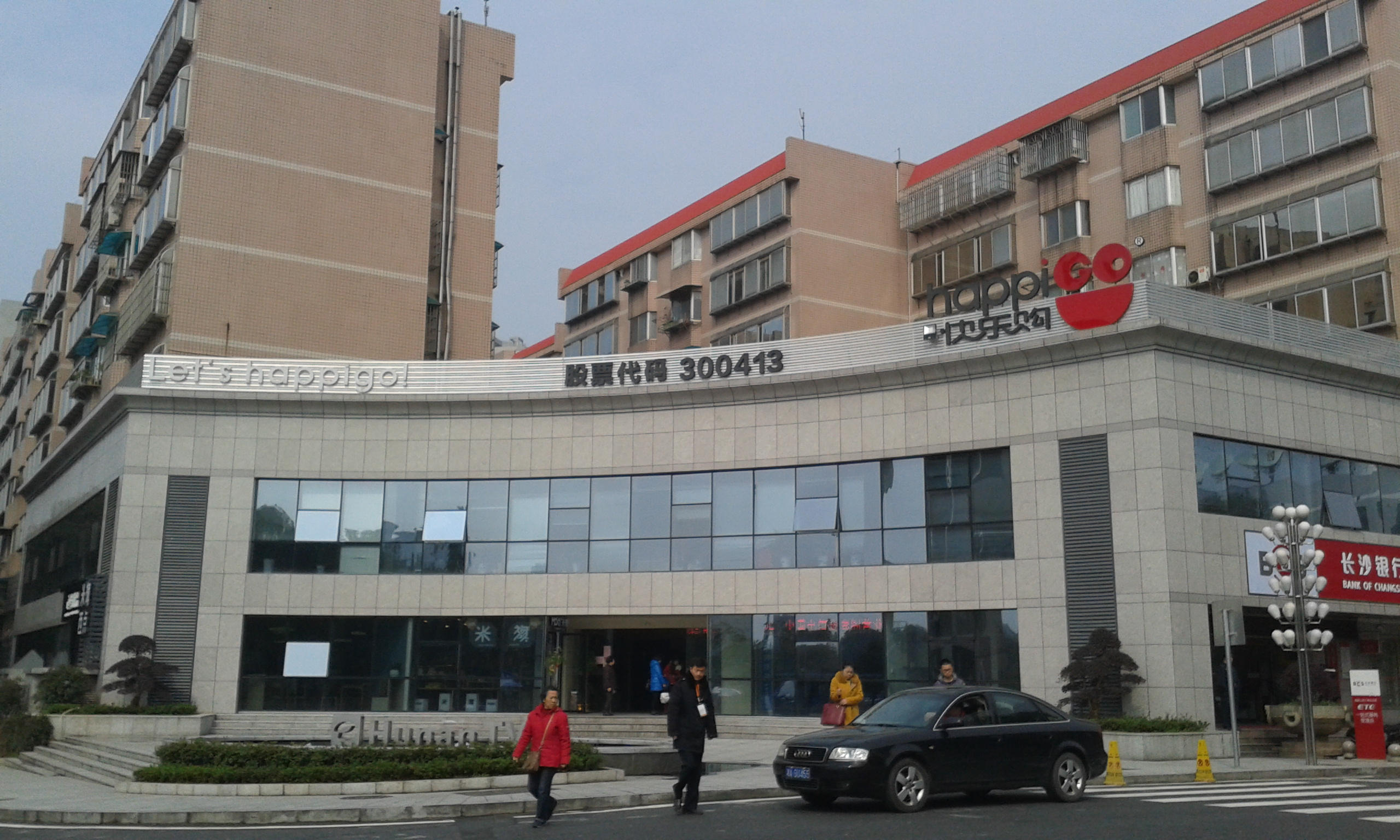
金鷹閣

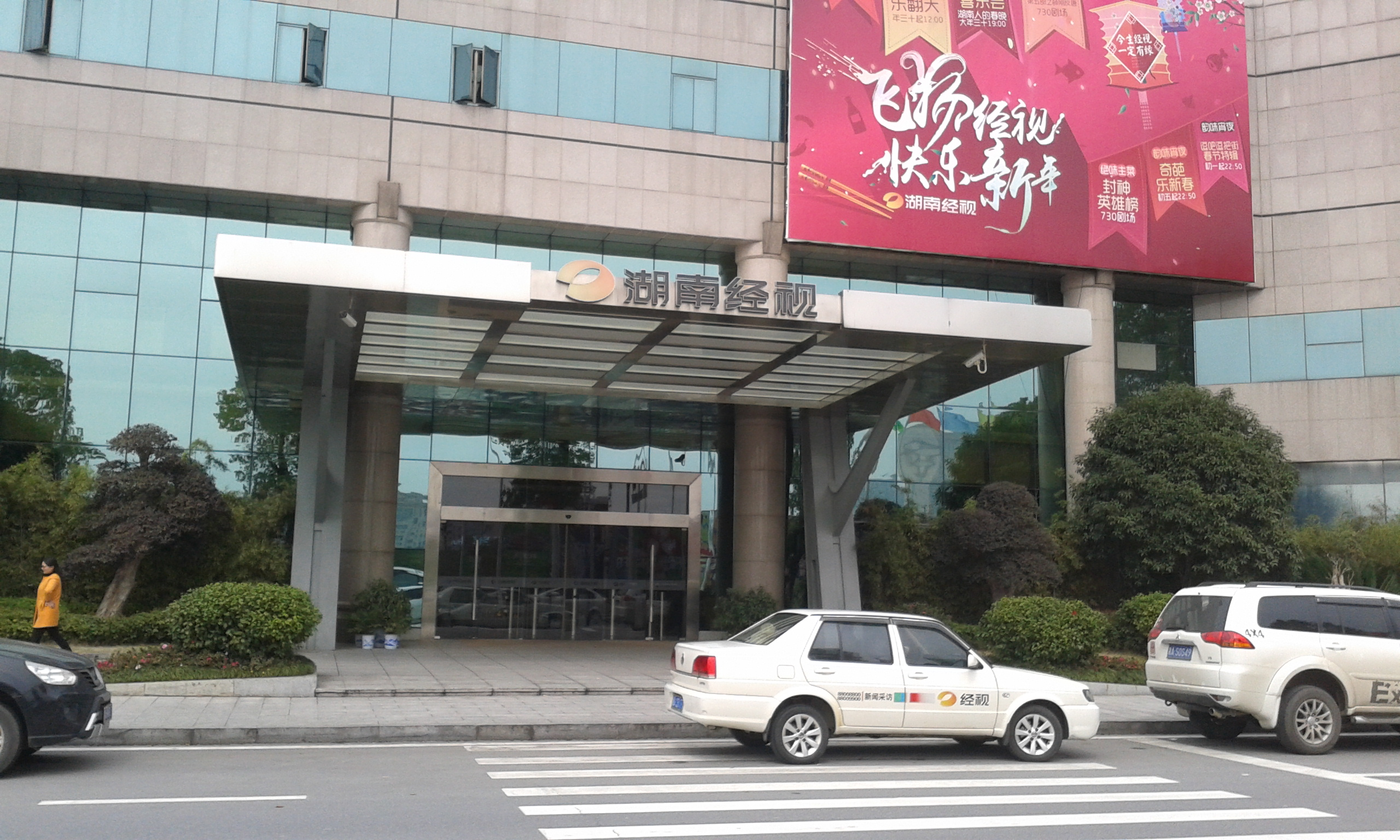
湖南經視門口

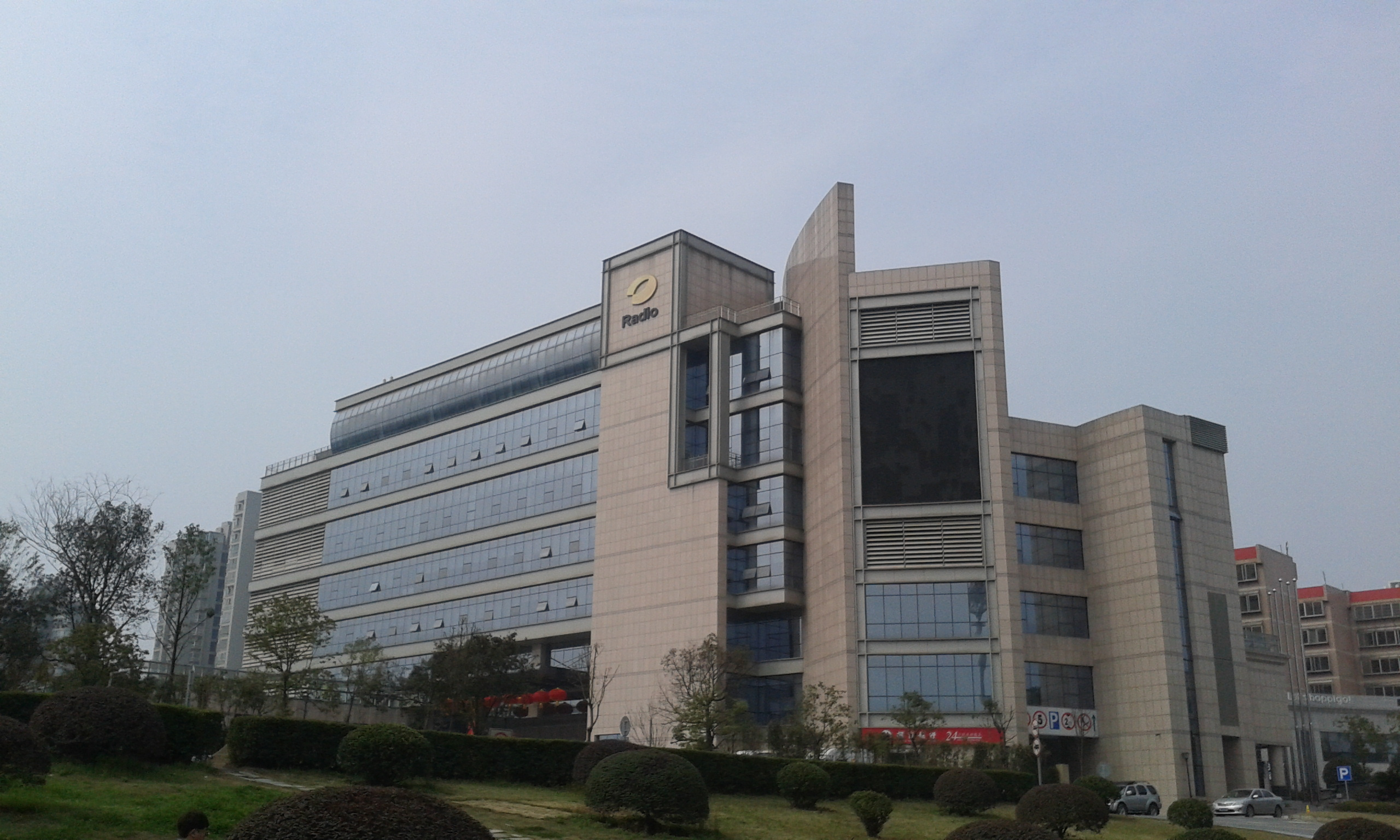
湖南人民廣播電台

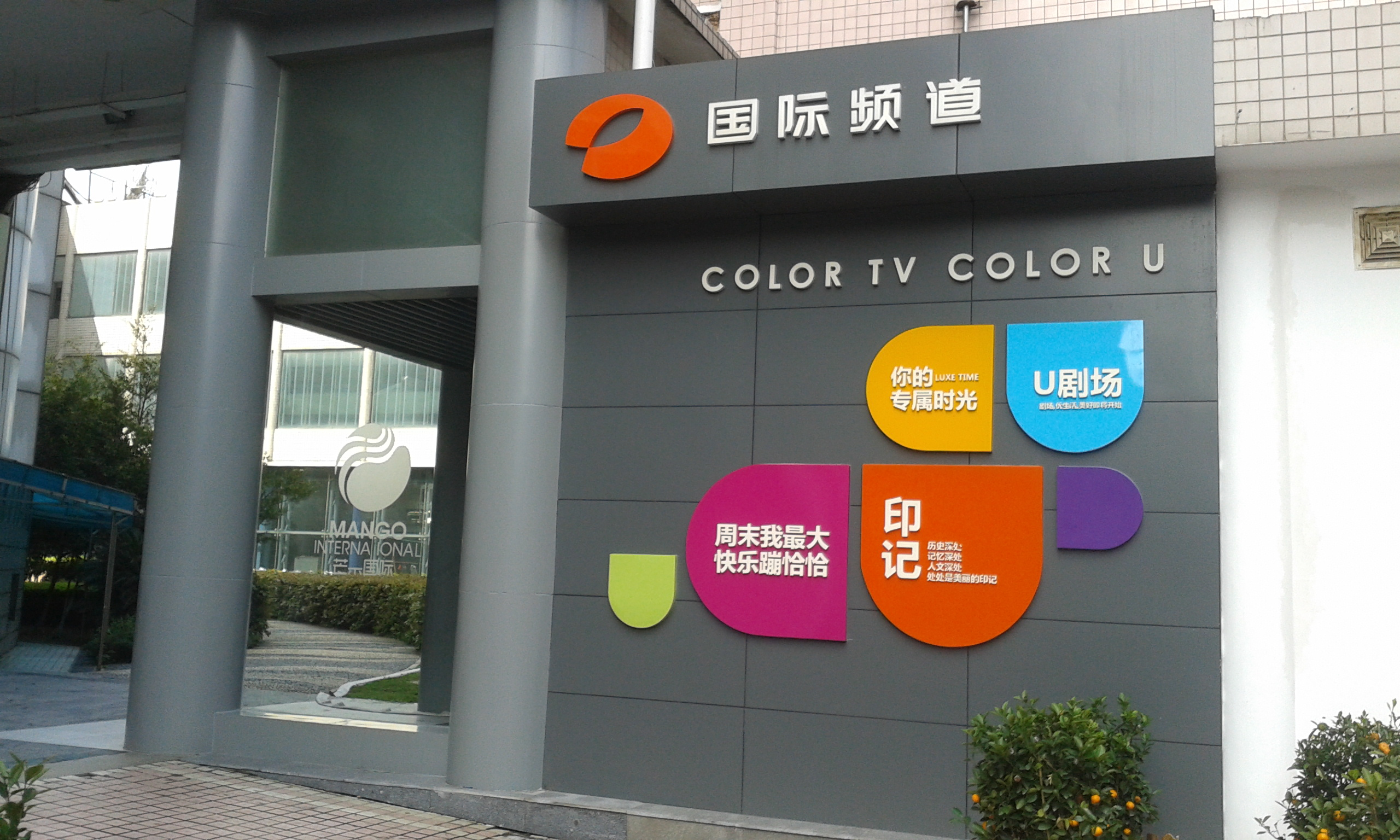
湖南广播电视台國際頻道辦公室

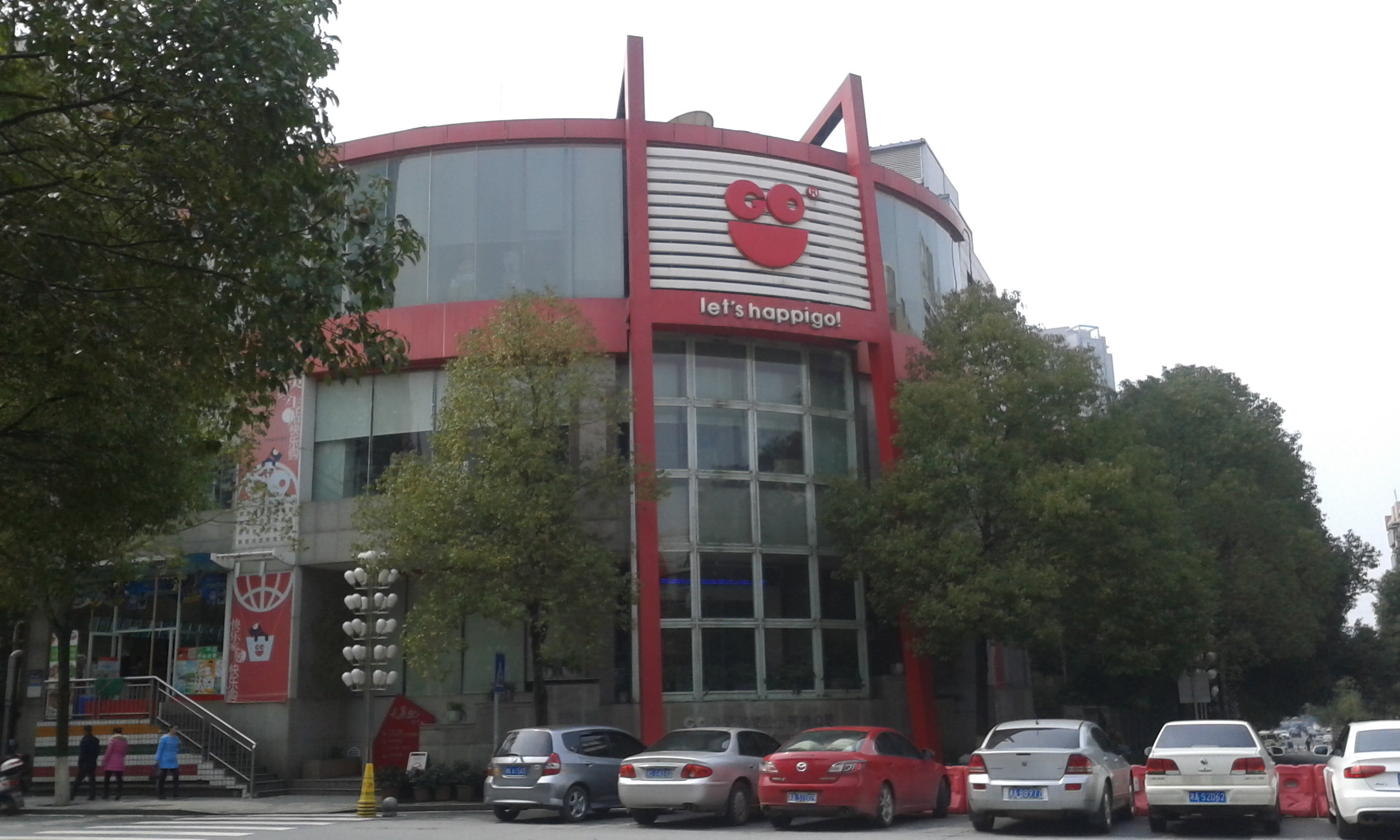
原快樂購物公司大樓（现为芒果TV大溪地办公区）

### 湖南人民广播电台
1949年11月7日，湖南人民广播电台成立，湖南人民广播电台主频道正式播音。1993年11月6日，湖南人民广播电台主频道更名为湖南人民广播电台新闻台。
1992年8月8日，湖南经济广播电台正式开播。
1995年3月28日，文艺台开播；1997年12月8日，交通台开播。
2000年3月8日，按国家广播电影电视总局规定广播电视呼号规范标准，湖南人民广播电台新闻台、经济台、文艺台、交通台对外改呼“湖南人民广播电台新闻频道”、“湖南人民广播电台经济频道”、“湖南人民广播电台文艺频道”与“湖南人民广播电台交通频道”。并于2005年起相继开播潇湘之声、旅游之声和音乐之声广播。
2010年1月25日，随着湖南广播电视台的组建改制，撤销湖南人民广播电台，组建湖南广播电视台广播传媒中心，为湖南广播电视台内设机构、二级法人单位，对外仍保留湖南人民广播电台的呼号和名义。

### 湖南电视台
湖南电视台于1970年9月15日试播，9月29日举行开播典礼，10月1日起正式播出，开始转播北京电视台（现中央电视台）的节目。1971年，开始自办少量的新闻和文艺节目。1987年7月1日，湖南文艺电视台开播。1991年10月，湖南文艺电视台改为湖南电视台第二套节目。
1997年1月1日，湖南电视台第一套节目正式上星传输，并改名为湖南电视台卫星频道（简称湖南卫视）；湖南电视台第二套节目改为湖南电视台文体频道。2004年，湖南卫视提出“快乐中国”理念，率先提出全力打造“最具活力的中国电视娱乐品牌”，是国内电视媒体中对自身品牌进行清晰定位与形象区分的第一家，同时开办面向长城平台卫星播出的湖南卫视海外版。
2002年12月，湖南图文信息台改组为湖南电视台体育频道，同时湖南电视台文体频道更名为湖南电视台娱乐频道。
2002年12月28日，湖南电视台公共频道开播，电视呼号“湖南公视”。
2004年6月18日，湖南电视台体育频道改为湖南电视台时尚频道。2006年3月17日，湖南时尚频道改为快乐购频道开播。2010年6月1日，快乐购2台（湖南电视台时尚频道）试播。
2004年9月28日，金鹰卡通卫视试播，10月30日正式上星开播。
2005年11月20日，潇湘电影频道试播。2006年1月1日潇湘电影频道正式开播，并不归湖南电视台直属管理，归潇湘电影集团负责。
2009年3月，湖南卫视海外版撤销转型，转版升级为“湖南卫视国际频道”概念并开始试播；同年5月20日，湖南卫视国际频道开播并覆盖全球。
2009年9月28日，湖南卫视正式纳入第一批高清标清同播卫视频道。

### 湖南有线广播电视台
1990年4月18日，全国第一家省级有线电视台湖南有线电视台成立。到1991年底，收视用户达8万多户，是当时国内有线电视网络规模最大的一家电视台。1992年，湖南有线电视二台开播。1995年1月，全方位改革，有线一套定位为以新闻为主的综合频道，有线二套定位为经济服务频道。1995年2月，改为湖南有线广播电视台。1999年，将原有线二套定位为影视频道。
2001年，并入湖南电视台，原有线一套改为“湖南电视台都市频道”，有线二套改为“湖南电视台影视频道”。

### 湖南经济电视台
以激活电视竞争机制为目的，1995年2月15日，湖南经济电视台筹备组正式成立，同年12月28日试播，1996年1月1日正式开播。2001年1月，湖南经济电视台并入湖南电视台，更名为湖南电视台经济频道。
2002年9月，湖南电视台经济频道、都市频道、生活频道实行强强联合，共同组建新的湖南经济电视台。
2005年1月1日，湖南经济电视台下辖金鹰之声（金鹰955）电台开播。
2007年2月8日，湖南经济电视台旗下先锋纪录频道创办启播；同年6月18日，旗下快乐学习频道创办启播，后改为中小学生同步辅导频道；2008年4月18日，旗下先锋乒羽频道创办启播。
2008年3月12日，湖南经济电视台生活频道改组为金鹰纪实频道开播。
2010年3月1日，由金鹰955电台打造的快乐联盟大眼睛电台联播网启播，同日“快乐联盟大眼睛湘潭1065”正式开播。至2012年已形成快乐联盟金鹰955（长沙）、快乐联盟大眼睛湘潭1065、快乐联盟1003徽商广播（合肥）、快乐联盟897财富之声（南昌）、快乐联盟938（银川）五家城市电台联盟。

### 湖南广播电视台
2010年6月28日，经中共湖南省委、湖南省人民政府和国家新闻出版广电总局批准，原湖南广播影视集团、湖南人民广播电台、湖南电视台、湖南经济电视台、湖南省广播电视技术中心整合组建的湖南广播电视台正式挂牌成立。
2011年1月8日，由湖南广播电视台与省内地市（州）广播电视局的合建企划芒果Radio联播网正式启动，同日“芒果Radio永州之声”开播。
2011年8月16日，湖南广播电视台旗下数字频道之中小学同步辅导频道改为快乐垂钓频道试播。2012年1月，快乐垂钓频道正式开播。
2013年9月12日，原潇湘电影频道更名为湖南电影频道，并依然归潇湘电影集团负责，湖南广播电视台并不负责该频道。
2014年4月20日，湖南卫视新媒体官网——金鹰网正式与芒果TV（原域名imgo.tv）合并，域名为hunantv.com（2016年改为mgtv.com），并由原来的本地新媒体平台正式转型为全国互联网视听点播平台。同时亦取消了湖南经视官网新经视（hnetv.com）、原青海卫视官网（qhtv.hunantv.com）。2016年原金鹰卡通官网（aniworld.tv）转型为麦咭麦咭网（maijimaiji.cn）。原湖南娱乐频道官网（chinaetv.com）正式转为芒果娱乐传媒官网。
2014年8月21日，湖南广播电视台旗下数字频道之先锋纪录频道转型为茶频道试播。2015年1月，茶频道正式开播。
2015年1月1日，由湖南人民广播电台旗下芒果声音工厂全新打造的最爱音乐台联播网启播，至2016年初已形成湖南电台文艺频道最爱969（衡阳）、芒果Radio湘潭之声最爱986、湘乡电台龙城之声、潍城电台最爱1078、娄底汽车音乐广播最爱1035、栾城新闻综合广播、桂林电台最爱912七家电台联盟。
2015年6月26日，广电总局批复金鹰纪实频道上星，同年12月23日，金鹰纪实卫视上星开播。
2017年5月8日，湖南广播电视台新闻中心客户端芒果云上线。
2016年8月31日，湖南广播电视台最后一个公共电视频道——湖南卫视正式实行高标清16:9同播，且同日隶属潇湘电影集团的湖南电影频道也正式完成高标清同播，实现全台公共电视频道的高清化制播。直至2018年6月27日，先锋乒羽频道正式实行高标清16:9同播，至此结束了全系列电视频道高清化制播的历史使命。2018年，湖南广播电视台全台公共电视频道正式上线中国直播卫星“户户通”平台，定向覆盖湖南全省“户户通”用户。

### 集团化改制
2018年7月28日，为深入贯彻落实中共十九大关于“加快国有经济布局优化、结构调整、战略性重组，促进国有资产保值增值，推动国有资本做强做优做大”的精神，原湖南广播影视集团、潇湘电影集团、湖南广电网络控股集团整合重组为新的湖南广播影视集团。
2020年8月31日午夜0時0分0秒，湖南省全省的地面模拟电视信号停止播送，其中包括湖南卫视。至此，湖南全省的地面电视信号全面数字化、高清化播出。
2020年9月30日，湖南广播电视台启用全新4K超高清新闻演播厅（湖南卫视《午间新闻》和《湖南新闻联播》使用）。
2021年9月29日，湖南广电新媒体平台“风芒”上线发布。同时，因在脱贫攻坚战中作出突出贡献，湖南广播电视台在当年的全国脱贫攻坚总结表彰大会被授予“全国脱贫攻坚先进集体”。

## 主要领导
- 龚政文：党委书记、台长、总编辑，兼集团党委书记、董事长，兼芒果超媒党委书记
- 蔡怀军：党委副书记、副台长，兼集团党委副书记、总经理，兼卫视频道党委书记，兼芒果超媒党委副书记、董事长
- 朱皓峰：党委委员、副台长，兼集团党委委员、副总经理
- 谷良：党委委员，兼集团党委委员、副总经理，兼潇影集团董事长
- 徐蓉：党委委员、副台长，兼集团党委委员、副总经理
- 杨：党委委员、副台长、财务部主任，兼集团党委委员、副总经理、资产财务部部长，兼芒果传媒总经理
- 罗迎春：党委委员、副台长，兼集团党委委员、副总经理
- 秦好：党委委员、总审计师
- 蒋洪亮：党委委员、纪委书记、省纪委监委驻集团公司纪检监察组组长

## 机构设置

### 专门委员会
- 编辑委员会
- 艺术委员会
- 预算委员会
- 科技委员会
- 薪酬与考核委员会
- 审计与风险控制委员会

### 职能部门
- 办公室
- 宣传管理部
- 人力资源部
- 资产财务部
- 战略发展部
- 法务部
- 招标采购部
- 审计部
- 规划建设部
- 安保部
- 重点工程建设指挥部
- 集团工会
- 机关党委（党群工作部）
- 机关纪委（纪检监察部）
- 离退休人员管理服务部

### 业务部门
- 新闻中心
- 技术调度中心
- 播控中心
- 覆盖传输中心
- 媒体融合发展创新中心[b]
- 广告节目管理中心

### 直属事业单位
- 卫视频道[c]
- 经视频道[d]
- 都市频道[e]
- 电视剧频道[f]
- 爱晚频道[g]
- 娱乐频道[h]
- 金鹰纪实频道[i]
- 金鹰卡通频道[j]
- 国际频道[k]
- 广播传媒中心[l]
- 后勤保障中心[m]
- 湖南省南岳电视调频发射台

### 直属企业单位
- 芒果传媒有限公司
- 潇湘电影集团有限公司
- 湖南广电网络控股集团有限公司
- 湖南天娱广告有限公司
- 湖南金蜂音像出版社有限公司
- 湖南乐田电影媒体有限公司
- 湖南省电影发行放映中心有限公司
- 湖南快乐先锋传媒有限公司
- 湖南国际会展中心有限公司
- 金色光芒文化有限公司
- 马栏山文化创意投资有限公司
- 上海湘芒果文化投资有限公司
- 湖南风芒传媒有限公司
- 湖南芒果数智艺术科技有限责任公司
- 湖南湘视产业中心有限公司
- 湖南湘视电视节目中心有限公司
- 湖南湘视广告有限公司
- 湖南湘视印刷厂有限公司
- 湖南湘视器材有限公司
- 湖南湘视开发有限公司

## 服务

### 电视频道

#### 现有频道

##### 免费频道
| 頻道名稱     | 语言         | 广播格式                    | 啟播時間 | 节目制作/编播机构 | 频道前身 | 備註 | 備註 |
| 湖南卫视     | 普通話       | HD: 1080i 16:9              | 标清版： 1970年9月29日（开播） 高标清数模同播：2009年9月28日 高标清16:9同播：2016年8月31日                      | 湖南广播电视台新闻中心（新闻节目） 湖南广播电视台卫视频道／湖南广播影视集团有限公司卫视频道分公司（电视剧、综艺节目、纪录片） | 湖南电视台（主频呼号至2004年） | |      |
| 湖南经视     | 普通话、湘语 | SD: PAL 576i 16:9 HD: 1080i | 标清版：1996年1月1日 高标清数模同播：2013年1月1日 高标清16:9同播：2015年10月14日                                | 湖南广播电视台经视频道／湖南经视传媒有限公司                                                                                  | 湖南经济电视台（eTV主频呼号至2009年） | 2009年湖南电视台全台公共电视频道统一湖南电视台台标，台标形式为“湖南台台标+下跟频道名称” 原前湖南经济电视台综合频道，于2009年改呼“湖南经视”。 |      |
| 都市频道     | 普通話       | SD: PAL 576i 16:9 HD: 1080i | 标清版：1990年4月 更名：2001年5月27日 高标清16:9同播：2015年10月14日                                            | 湖南广播电视台都市频道／湖南芒果都市传媒有限公司                                                                              | 湖南有线广播电视台 湖南有线广播电视台一套 湖南电视台都市频道 湖南经济电视台都市频道（eTV直播都市频道） 湖南电视台都市频道（统一台标时期名义上呼号） | 2003年“新经视”成立时呼号“eTV直播都市频道”。 2013年9月1日，彻底改回原来的“湖南都市”呼号。 |      |
| 电视剧频道   | 普通話       | SD: PAL 576i 16:9 HD: 1080i | 标清版：1992年 高标清16:9同播：2015年6月6日                                                                     | 湖南广播电视台电视剧频道／湖南电视剧传媒有限公司                                                                              | 湖南有线广播电视台二套 湖南电视台影视频道 湖南电视台电视剧频道                                                                                      | 2000年5月27日以“影视频道”独立运作，2002年12月25日更名为湖南电视台影视频道，2009年改呼电视剧频道。 |      |
| 电影频道     | 普通話       | SD: PAL 576i 16:9 HD: 1080i | 标清版：2006年1月1日 高标清16:9同播：2016年8月31日                                                              | 潇湘电影集团湖南电视台潇湘电影频道／湖南潇湘电影传媒有限公司                                                                  | 湖南电视台潇湘电影频道 | 该频道隶属“潇湘电影集团”。 |      |
| 爱晚频道     | 普通話       | SD: PAL 576i 16:9 HD: 1080i | 标清版：2002年12月28日 高标清16:9同播：2015年10月28日                                                           | 湖南广播电视台爱晚频道／湖南公共传媒有限公司                                                                                  | 湖南电视台公共频道 | 原湖南公共频道，2022年10月4日更名，是全国首家省级老年频道。 广电总局备案名称为“老年频道”。 |      |
| 娱乐频道     | 普通話       | SD: PAL 576i 16:9 HD: 1080i | 标清版：1987年7月1日 更名：2002年3月31日 高标清16:9同播：2015年6月6日                                           | 湖南广播电视台娱乐频道／湖南创新娱乐传媒有限公司                                                                              | 湖南文艺电视台 湖南电视台第二套节目 湖南电视台文体频道 湖南电视台娱乐频道（SHOW TV）                                                                | 1991年10月改呼湖南电视台第二套节目，1999年6月28日改呼文体频道，2002年3月31日改呼娱乐频道。 原负责天娱传媒艺人和综艺投资，后逐渐淡化并自立门户，并于2014年与天娱广告公司合资建立芒果娱乐传媒（现已剥离）。 |      |
| 金鹰纪实卫视 | 普通話       | SD: PAL 576i 16:9 HD: 1080i | 标清版：1998年7月25日 高标清16:9同播：2015年4月8日 高清上星：2016年1月1日                                       | 湖南广播电视台金鹰纪实频道／湖南金鹰纪实传媒有限公司                                                                          | 湖南电视台生活频道 湖南经济电视台生活频道 湖南经济电视台金鹰纪实频道 湖南电视台金鹰纪实频道                                                         | 2008年3月12日改呼金鹰纪实频道。 |      |
| 金鹰卡通卫视 | 普通話       | SD: PAL 576i 16:9 HD: 1080i | 标清版：2004年10月30日 高标清16:9同播：2015年7月1日                                                             | 湖南广播电视台金鹰卡通频道／芒果超媒湖南金鹰卡通传媒有限公司                                                                  | | 中国大陆首家上星地方少儿频道。 |      |
| 国际频道     | 普通話       | SD: PAL 576i 16:9 HD: 1080i | 标清版：2004年1月1日 转版升级：2009年5月20日 高标清16:9同播： 2015年7月1日（省内版） 2015年11月25日（长城平台） | 湖南广播电视台国际频道／湖南广电国际传媒有限公司                                                                              | 湖南卫视 (海外) 湖南卫视国际频道 湖南国际频道 | 目前分省内版和境外版 其中境外版无商业广告，且湖南卫视部分首播节目当周同期播出，季播节目（非引进节目）也会延后安排重温，电视剧亦是本台过时的电视剧。 省内版除了白天大量医药广告外，晚间也会主打电视剧时段，展播部分国内电视剧，同时开设“中影剧场”时段。 |      |
| 快乐购       | 普通話       | SD: PAL 576i 16:9 HD: 1080i | 标清版：1994年5月8日 转版升级：2006年3月17日 高标清16:9同播：2015年4月1日                                       | 芒果超媒快乐购有限责任公司 | 湖南广播电视信息台图文电视 湖南电视台信息频道 湖南电视台体育频道 湖南电视台时尚频道                                                                 | 1997年改呼湖南电视台信息电视频道，2001年7月1日改呼湖南电视台信息频道，2002年5月18日改为湖南体育频道，2004年6月18日改呼湖南时尚频道（nexTV），2006年3月17日改组为快乐购。 快乐购开播上星后，上星版仅右上角“快乐购”台标，湖南省内有线播出版和官网直播则左上角叠加“湖南时尚”台标，2010年6月1日起两线路统一左上角叠加湖南卫视台标（并另外开播现湖南时尚频道，内部呼号“快乐购2台”），直到2013年开始，快乐购上星频道台标改为左上角动态台标。 |      |

注：
1. 湖南省另有一家湖南教育电视台，并不归湖南广播电视台负责，归湖南省教育厅主体负责[10]。
2. 湖南导视与快乐潇湘系列数字电视频道归湖南电广传媒旗下的湖南有线电视网络公司（HNCATV）负责，不归湖南广播电视台直属管理，仅“湖南导视”挂名控股台标
3. 移动导视以及下文的湖南移动归湖南电广传媒股份有限公司下属的湖南广电移动电视有限责任公司负责，挂名控股台标，但不归湖南广播电视台直属管理。
4. 湖南电影频道以及下文的898潇湘电影广播亦不归湖南广播电视台直属管理，归湖南省广播电视局下属的潇湘电影集团负责（同理CCTV-6），只是后两者目前名义上划入湖南广播影视集团有限公司下属单位。

##### 数字付费频道
付费电视业务由集团旗下二级子公司湖南快乐先锋传媒有限公司（英語：Vanguard Broadcasting System；缩写：VBS）经营，该公司于2011年3月23日脱胎自原湖南经济电视台成立，经营3套全国覆盖付费电视频道。
| 頻道名稱     | 语言   | 广播制式                    | 啟播時間                                             | 頻道口號       | 频道前身                                       | 備註 |
| 快乐垂钓频道 | 普通話 | SD: PAL 576i 16:9 HD: 1080i | 标清版：2007年6月18日 高标清16:9同播：2015年10月21日 | 越垂钓，越快乐 | 快乐学习频道 中小学生同步辅导频道 同步辅导频道 | 2011年3月统一台标时改呼“同步辅导频道”。 2011年8月29日转型为快乐垂钓频道试播，2012年初正式开播。                                                                                        |
| 先锋乒羽频道 | 普通話 | SD: PAL 576i 16:9 HD: 1080i | 标清版：2008年4月18日 高标清16:9同播：2018年6月27日  | 羽我行，乒天下 |                                                | |
| 茶频道       | 普通話 | SD: PAL 576i 16:9 HD: 1080i | 标清版：2007年2月8日 高标清16:9同播：2017年6月21日   | 好茶好生活     | 先锋纪录频道                                   | 2011年3月1日湖南广播电视台全台数字付费频道统一使用湖南电视台台标，台标形式为“湖南台台标+右跟频道名称”因筹备金鹰纪实频道上星而转型，于2014年8月21日转型为茶频道试播，同年10月20日开播。 |

#### 停播频道
- 湖南移动：由湖南人民广播电台主办，后划归湖南广电移动电视有限责任公司负责。可能因未符合广电总局关于公交楼宇车载移动电视（地面波信号）规范备案而遭查停，有线电视端于2013年7月29日停播，无线地面波端同日更名为移动导视。
- 快乐886：由快乐购与长沙人民广播电台战略合作打造的旗下第一消费购物广播频道，于2014年7月25日终止合作，退回长沙广电集团旗下。
- now芒果台：湖南广播电视台与香港now宽频电视合办在香港境内播映的收费频道，主打湖南卫视精品节目。后因订户率低和对手江苏卫视（2015年2月1日合作开播nowJelli紫金國際台）、浙江卫视（2015年直接落户now宽频电视）的插手联姻，最终解除合约。
- 湖南时尚频道：前身为快乐购2台。于2020年3月25日0时因节目资源匮乏停播（停播前为维持播出而不断以纪录片撑时间）。

### 广播频道

#### 广播传媒中心直属
| 頻道名稱                    | 语言   | 频道频率 | 啟播時間                                                   | 频道前身 | 備註 |
| 综合广播                    | 普通話 | AM738 FM102.8 SW4990                                                                                        | 启播：1949年11月7日 更名：1993年11月6日 上星：1997年1月1日 | 湖南电台第一台 湖南电台新闻台 湖南电台卫星频道                                                                       | 湖南全省广播听众忠诚度排名第一的新闻综合频道，核心听众是45岁以上的都市主流人群。                                                                               |
| 湖南经广                    | 普通話 | AM900 FM90.1 FM91 FM94.6 FM95.7                                                                             | 启播：1982年8月30日 更名：1992年1月1日                     | 湖南电台第二台 湖南经济广播电台 湖南电台经济台 湖南电台经济频道 魅力901 财智901                                      | 80年代时期以健身广播体操节目为主，现定位湖南唯一专业财经广播媒体。                                                                                             |
| 摩登音乐台 （文艺广播）     | 普通話 | 长沙、株洲、湘潭、郴州、张家界：FM97.5 衡阳、娄底：FM96.9 常德、益阳：FM87.5 怀化：FM95.7 岳阳：FM90.8      | 启播：1982年8月30日 更名：1995年3月28日                    | 湖南电台第三台 湖南电台文艺台 湖南电台文艺广播 快乐975 myfm97.5 湖南电台fm97.5 ok975 青春975                         | 80年代时期以立体声音乐节目为主，现定位以潮流、独特、有品质的独立音乐节目为主的广播频道。 2015年与摩登天空合作                                                  |
| 湖南交通频道                | 普通話 | 长沙：FM91.8 FM100.3 衡阳：FM100.3                                                                          | 启播：1997年12月8日                                        | 湖南电台交通台 湖南电台交通频道                                                                                      | 于2013年被湖南省人民政府独家授予定位"湖南省应急广播"，每逢重大灾害事件期间打通全程直播实况报道。                                                               |
| 金鹰955电台                 | 普通話 | 长沙、株洲、湘潭、益阳、岳阳、郴州、衡阳、张家界、京港澳高速湖南段：FM95.5 常德：FM91.3 怀化、邵阳：FM100.5 | 启播：2005年1月1日                                         | 湖南电台金鹰之声 | 原湖南经视创办的电台频率，2013年剥离出去并入湖南人民广播电台。                                                                                                 |
| 潇湘之声                    | 普通話 | 长沙：FM93.8 益阳：FM100.7                                                                                  | 启播：2005年8月                                            | 湖南人民广播电台乡村之声 绿色938 乡村戏曲频道                                                                        | 定位乡村听众为主的都市新闻资讯广播频道。 |
| 893芒果音乐台（音乐之声）   | 普通話 | 长沙、株洲、湘潭：FM89.3 郴州、永州、衡阳：FM89.7 益阳、常德、岳阳、娄底：FM96.6                            | 启播：2005年12月 更名：2007年4月7日                        | 湖南电台音乐之声 湖南音乐之声超级893 超级893汽车音乐电台 893汽车音乐电台                                             | 专为私家车主提供全面的生活资讯服务平台，锁定城市24-45岁成熟消费者。 湘北地区原FM102.1于2023年12月调整至FM96.6                                                  |
| 芒果时空音乐台 （旅游广播） | 普通話 | 长沙、张家界：FM106.9 株洲、郴州：FM87.9 衡阳：FM96.1 湘潭：FM92.2 益阳：FM99.1                             | 启播：2005年12月                                           | 湖南人民广播电台生活之声 湖南人民广播电台旅游广播 旅游故事频道 活力1069 旅游1069 乐田1069 年代音乐台 PoPoPod播客电台 | 以70、80年代流行的经典音乐节目为底色，结合了旅游资讯和活动，且具有人文内涵和文化色彩的频道。2016年7月8日改呼“年代音乐台” 2021年转型为播客(podcast)为主的电台。 |

### 其它产业
HBS旗下有眾多的影視以及综艺製作公司和藝人經紀公司，經營着大批藝人及主持人和幕後製作團隊。中心均坐落在长沙金鹰影视文化城，部分传媒机构在其他城市亦会有下属分部。而广电旗下投资建设的景点亦会是湖南广播电视台的影视拍摄基地。
- 芒果超媒
  - 快乐阳光互动娱乐传媒
    - 芒果TV
    - 芒果大电视（集成播控平台，芒果TV与央视爱上传媒、中国电信湖南公司联合打造，前身为湖南IPTV）
    - 芒果影视（季风剧场自制，与芒果TV影视中心一体化运营）
    - 芒果互娱（实景娱乐）
    - 芒果娱乐（综艺节目制作，由芒果TV节目中心李甜团队负责运营）

  - 天娱传媒（艺人经纪、影视制作）
  - 快乐购
- 天娱广告（广告代理）
- 芒果制作（前经视制作）
- 快乐先锋传媒（运营付费频道）
- 湖南国际会展中心（大型晚会举办点）
- 北京神艺文化传播有限公司
- 芒果音乐（芒果radio旗下，总部在上海，即上海快乐芒果音乐传媒公司，“芒果音乐节”举办单位）
- 潇湘电影集团
  - 湖南潇湘电影传媒文化有限公司（前身潇湘蒙太奇传媒）
- 湖南广播传媒有限公司
  - 湖南金鹰之声传媒有限责任公司
    - 湖南大眼仔传媒有限责任公司
- 湖南金鹰卡通传媒有限公司(原湖南金鹰卡通有限公司）
  - 麦咭tv（原名为麦咭萌）
- 湖南创新娱乐传媒有限公司
  - 湖南芒果培优教育咨询有限责任公司
- 湖南经视马栏花开传媒有限公司
- 湖南芒果听见科技有限公司
  - 芒果动听
- 快乐通宝（小额贷款）
- 金色光芒（前经视文化传播）
- 湖南风芒传媒有限公司（原湖南都市传媒有限公司）
  - 风芒App
- 湖南金蜂音像出版社（湖南电视节目中心）
- 湖南省电影发行放映中心
- 湖南乐田电影媒体有限公司
- 马栏山文化创意投资有限公司

## 台标

湖南广播电视台台标

湖南广播电视台的台标原意为“鱼米之乡”，一个橙色的椭圆形，其中左下角有一缺口，中间有一部分梭形的镂空，两者共同组成了一条鱼的形状，鱼头朝向右上方；单独看中间的梭形镂空部分，又像一个米粒。台标整体寓意湖南是鱼米之乡。根据湖南卫视在2010年元旦的台庆晚会上的官方说明，该台标为美国设计师白诗丽设计，该设计师同时也是凤凰卫视台标的设计者。该台标最初设计了橙色和红色两套视觉系统，评审后一致决定选用橙色台标作为湖南电视台第一套节目上星台标，原湖南电视台第二套节目则采用未被选用的红色台标。

## 争议
2016年5月31日，前湖南广播电视台党委委员、副台长、湖南交通频道创始人罗毅，因涉嫌大量贪腐等严重违纪被湖南省纪委调查并被检方逮捕。被告人罗毅于2009年至2016年利用职务便利，非法占有单位财物和非法收受上述人员、公司给予的财物，共计折合人民币122万余元，并在调离前挪用公款购买了10瓶茅台酒。于2018年6月1日湖南永州市中级人民法院一审判决，罗毅以贪污罪、受贿罪判处有期徒刑5年6个月。